# Реформа здравоохранения на Украине 2012—2017 год
Реформа здравоохранения на Украине 2012 год началась 1 января 2012 года с «пилотных регионов»: Винницкая, Днепропетровская, Донецкая области и город Киев.
Решение о проведении реформы было принято Законом Украины № 3612 от 7 июля 2011 года «О порядке проведения реформирования системы здравоохранения в Винницкой, Днепропетровской, Донецкой областях и городе Киев».

## Основные цели реформы
- внедрение семейной медицины на Украине;
- чёткое структурирование медицинских учреждений по видам помощи: первичная (амбулаторно-поликлиническая), вторичная (стационарная), третичная (на уровне республиканских и областных лечебных учреждений, в том числе диспансеров), а также экстренная медицинская помощь;
- перераспределение части финансов из вторичного звена (стационаров) в первичное звено (амбулаторно-поликлинические учреждения);
- перераспределение финансирования вторичного звена (стационаров) из местных бюджетов на областные (в обмен на часть подоходного налога, который теперь передаётся из городов и районов в область);
- оптимизация сети стационаров (закрытие, перепрофилирование в хосписы, дневные стационары, так называемые больницы планового и восстановительного лечения);
- замещение системы санитарно-эпидемиологических станций на санитарно-эпидемиологическую службу со значительным сокращением учреждений СЭС;
- перевод медицинских учебных заведений в подчинение Министерства образования, науки, молодёжи и спорта Украины.

## Основные шаги реформы
- переименование поликлиник (обособленных и находящихся ранее в структуре городских и районных больниц) в ЦПМСП (центры первичной медико-санитарной помощи) — отдельные коммунальные учреждения, оказывающие амбулаторно-поликлиническую помощь, финансируемые из бюджетов городов и районов, в количестве 1 ЦПМСМП примерно на 75 — 100 тысяч человек. Работу ЦПМСП осуществляют исключительно семейные врачи (на первом этапе — до полного укомплектования семейными врачами — совместно с участковыми терапевтами и педиатрами);
- включение ФАПов, ФПов, сельских амбулаторий, маломощных поликлиник в виде лечебных амбулаторий, подчинённых ЦПМСМП. Работу лечебных амбулаторий также осуществляют исключительно семейные врачи (на первом этапе — до полного укомплектования семейными врачами — совместно с участковыми терапевтами и педиатрами);
- создание областных и городских (в городах Киев, Севастополь) центров экстренной медицинской помощи и медицины катастроф, в структуру которого войдут бывшие городские и районные станции скорой помощи, их отделения и пункты временного базирования выездных бригад. Вся экстренная медицинская помощь финансируется из областных бюджетов.
- создание госпитальных округов — организационно-функциональных объединений учреждений здравоохранения, удовлетворяющих потребность населения одной или нескольких административно-территориальных единиц региона (области, Крыма, городов Киев и Севастополь) во вторичной (специализированной) медицинской помощи. В структуре госпитального округа остаётся одна больница интенсивного лечения, а также вспомогательные лечебные учреждения: хосписы, дневные стационары, клинико-диагностические центры, больницы восстановительного и планового лечения. Лечебные учреждения госпитального округа финансируются из областных бюджетов.
- перевод всех узких специалистов — всех врачей кроме врачей общей практики — семейной медицины — во «вторичное звено».
- закрытие районных СЭС, сокращение городских СЭС до санитарно-эпидемиологической службы.
- перевод медицинских учебных заведений в подчинение Министерство образования Украины.

## Созданные ЦПМСП (первичное звено)
Список ЦПМСП в регионах:
- Винницкая область[2]
- Днепропетровская область[3]
- Донецкая область[4]

## Проекты госпитальных округов (вторичное звено)
В настоящее время отсутствуют нормативные критерии создания госпитальных округов, которые регулировали бы оптимизацию (закрытие, перепрофилирование, объединение) стационарных лечебных учреждений. Кроме того, часть третья статьи 49 Конституции Украины прямо запрещает сокращение сети государственных и коммунальных (городских и районных) лечебных учреждений. Имеются лишь следующие документы:
- Порядок оптимизации сети учреждений здравоохранения и базовые критерии отбора учреждения здравоохранения для создания больницы интенсивного лечения (третий раздел Порядка планирования и прогнозирования развития сети коммунальных учреждений здравоохранения в пилотных регионах)[6], согласно которым предусматривается одна больница интенсивного лечения (а значит и один госпитальный округ) на 150 000 человек и более (пункт 3.2.2 Порядка) и структура такой больницы (пункты 4.3.4.1 и 4.4.4.1), которая предусматривает сохранение, например, травматологических, кардиологических, отоларингологических, офтальмологических и других «профильных» отделений только в больницах, обслуживающих на своём госпитальном округе от 350 000 человек.
- Региональные критерии формирования госпитального округа[7], которые предлагают учитывать наличие промышленных и транспортных предприятий, а также позицию органов местной власти (стационарные учреждения могут быть оставлены в городах и районах при финансировании городскими и районными бюджетами при желании и возможности местных властей).
- Приказ МОЗ № 1008 от 30 декабря 2011 года «Об утверждении Примерных положений об учреждениях здравоохранения»[8], в приложении «Примерное положение о больнице интенсивного лечения», которого говорится, что данный вид лечебного учреждения организовывается при населении от 120 000 человек и называются БИЛ первого уровня (п. 1.2.1), а при необходимости организовываются БИЛ второго уровня (обслуживают население более 350 000 человек) и «… обеспечивают оказание интенсивной помощи населению округа или населению нескольких округов, в состав которых входят БИЛ первого уровня, для оказания интенсивной помощи населению по профилям, которые отсутствуют в БИЛ первого уровня или в случаях, когда больной нуждается более сложных диагностических и лечебных вмешательств, чем те, которые могут производится в БИЛ первого уровня» (п 1.2.2), а также «БИЛ первого уровня создаётся в госпитальном округе одна на округ. БИЛ второго уровня создаётся одна на округ, а по определённым специализированным направлениям и сложностью для обслуживания населения одна на несколько округов» (п. 5.3). Данным приказом также в структуре БИЛ первого уровня сохраняются травматологическое, урологическое, гнойно-септическое, неврологическое, детское, инфекционное, родовое и гинекологическое отделения (п 5.4.4), а в БИЛ второго уровня также: кардиологическое, офтальмологическое, ЛОР-отделения (п 5.5.4).
- Проект закона Украины «Об особенностях деятельности учреждений здравоохранения»[9], повторяющий норму в 150 000 жителей, обслуживаемых одной больницей интенсивного лечения первого уровня (а значит и одного госпитального округа).
- Проект постановления Кабинета министров Украины «Об утверждении Порядка создания госпитальных округов»[10].

Таким образом, каждая область (в лице Главных управлений здравоохранения областных государственных администраций) разрабатывает свой проект госпитальных округов, которые не имеют общих критериев: так средний госпитальный округ Ивано-Франковской области обслуживает более 460 000 человек, а Винницкой области 90 000 человек. Проекты госпитальных округов собраны на сайте государственного учреждения «Украинский институт стратегических исследований» Министерства здравоохранения Украины, а Черкасской области здесь.

### Список оптимизируемых больниц (проект)[11]
Приведены наименования и современные категории лечебных учреждений (ЦРБ — центральная районная больница, ЦГБ — центральная городская больница, УБ — участковая больница, НБ — низовая больница, НРБ — низовая районная больница), которые по проекту будут закрыты, преобразованы в дневные стационары, хосписы, больницы восстановительного лечения (БВЛ), больницы планового лечения (БПЛ) — будущий статус отмечен в скобках:
- Автономная Республика Крым (списка нет)
- Винницкая область
  - Балановская УБ (хоспис)
  - Брацлавская НРБ (БПЛ)
  - Вендичанская НБ (БПЛ)
  - Винницкая ГКБ№ 3 (хоспис + БВЛ)
  - Вороновицкая НБ (БПЛ)
  - Глуховецкая НБ (хоспис)
  - Гневанская НРБ (БВЛ)
  - Дашевская НБ (БВЛ)
  - Джулинская УБ (БВЛ)
  - Джуринская УБ (БПЛ)
  - Дзыговская УБ (хоспис)
  - Качановская УБ (хоспис)
  - Кирнасовская НБ (БПЛ)
  - Кисницкая УБ (БВЛ)
  - Клебановская УБ (хоспис)
  - Комсомольская УБ (БПЛ)
  - Кукавская УБ (хоспис)
  - Ладыжинская ГБ (БПЛ)
  - Липовецкая ЦРБ (БПЛ)
  - Литинская ЦРБ (БПЛ)
  - Лука-Мелешковская УБ (дневной стационар+амбулатория)
  - Маньковская УБ (дневной стационар+амбулатория)
  - Мизяковско-Хуторская УБ (дневной стационар+амбулатория)
  - Михайловская УБ (дневной стационар+амбулатория)
  - Могилёв-Подольская детская больница (дневной стационар+амбулатория)
  - Мурафская УБ (хоспис)
  - Муровано-Куриловецкая ЦРБ (БПЛ)
  - Ободовская НРБ (БВЛ)
  - Озаринецкая УБ (дневной стационар+амбулатория)
  - Ольгопольская УБ (дневной стационар+амбулатория)
  - Оратовская ЦРБ (БПЛ)
  - Песчанская ЦРБ (БПЛ)
  - Писаревская УБ (дневной стационар+амбулатория)
  - Рахняно-Лесовая УБ (дневной стационар+амбулатория)
  - Россошанская УБ (хоспис)
  - Самгородецкая НБ (БВЛ)
  - Ситковецкая НБ (БВЛ)
  - Слобода-Ярышевская УБ (дневной стационар+амбулатория)
  - Соболевская УБ (БВЛ)
  - Стрыжавская НБ (хоспис)
  - Сутиская НРБ (БВЛ)
  - Тепликская ЦРБ (БПЛ)
  - Терновская УБ (дневной стационар+амбулатория)
  - Тывровская ЦРБ (БПЛ)
  - Улановская НБ (БВЛ)
  - Усьяновская УБ (дневной стационар+амбулатория)
  - Черновецкая ЦРБ (БПЛ)
  - Чечельницкая ЦРБ (БПЛ)
  - Шляховская УБ (дневной стационар+амбулатория)
  - Шпиковская НБ (БВЛ)
  - Юрковская НБ (дневной стационар+амбулатория)
  - Ямпольская ЦРБ (БПЛ)
  - Ярузская УБ (дневной стационар+амбулатория)
  - Ярышовская УБ (БВЛ)
- Волынская область
- Днепропетровская область
- Донецкая область
- Житомирская область
- Закарпатская область
- Запорожская область
- Ивано-Франковская область
- Киевская область
- Кировоградская область
- Луганская область
- Львовская область
- Николаевская область
- Одесская область
- Полтавская область
- Ровненская область
- Сумская область
- Тернопольская область
- Харьковская область
- Херсонская область
- Хмельницкая область
- Черкасская область
- Черниговская область
- Черновицкая область
- г. Киев
- г. Севастополь

## История реформы
- 7 июля 2011 года принят Закон Украины «О порядке проведения реформирования системы здравоохранения в Винницкой, Днепропетровской, Донецкой областях и городе Киеве»[13]
- 15 августа 2011 года вышел Приказ МОЗ «Об утверждении комплекса показателей для проведения оценки состояния реформирования системы здравоохранения в пилотных регионах»[14]
- 17 августа 2011 года вышел Приказ МОЗ «Об организации подготовки и повышения квалификации врачей, фельдшеров (медицинских сестёр) станций скорой медицинской помощи по медицине неотложных состояний в пилотных регионах (Винницкой, Донецкой, Днепропетровской областях и г. Киеве)»[15]
- 19 августа 2011 года вышел Приказ МОЗ "Об утверждении Плана мероприятий Министерства здравоохранения Украины по организации подготовки проектов актов, необходимых для обеспечения реализации Закона Украины от 7 июля 2011 года № 3612-VI «О порядке проведения реформирования системы здравоохранения в Винницкой, Днепропетровской, Донецкой областях и городе Киеве»[16]
- 1 сентября 2011 года вышел Приказ МОЗ «Об утверждении Примерного табеля материально-технического оснащения учреждений первичной медицинской помощи в Винницкой, Днепропетровской, Донецкой областях и г. Киеве»[17]
- 1 сентября 2011 года вышел Приказ МОЗ «Об утверждении Примерных штатных нормативов центра первичной медицинской (медико-санитарной) помощи в Винницкой, Днепропетровской, Донецкой областях и г. Киеве» (изменён 5 октября 2011 года)[18]
- 1 сентября 2011 года вышел Приказ МОЗ «Об утверждении Примерного положения о центре первичной медицинской (медико-санитарной) помощи»[19]
- 14 сентября 2011 года вышло Постановление Кабинета Министров Украины «О внесении изменений в Постановление Кабинета Министров Украины от 8 декабря 2010 г. № 1149» (О распределении объёмов межбюджетных трансфертов, в том числе финансирования здравоохранения местными и областными бюджетами)[20]
- 5 октября 2011 года вышел Приказ МОЗ «О внесении изменений в Приказ МОЗ от 01.09.2011 № 556» (о Примерных штатных нормативов центра первичной медико-санитарной помощи)[21]
- 5 октября 2011 года вышел Приказ МОЗ «Об утверждении нормативно-правовых актов Министерства здравоохранения Украины по реализации Закона Украины „О порядке проведения реформирования системы здравоохранения в Винницкой, Днепропетровской, Донецкой областях и городе Киеве“»:[22]
  - Порядок планирования и прогнозирования развития сети коммунальных учреждений здравоохранения в пилотных регионах
  - Порядок медицинского обслуживания граждан центрами первичной медицинской (медико-санитарной) помощи[23]
  - Порядок организации медицинского обслуживания и направления пациентов в учреждения здравоохранения, оказывающие вторичную (специализированную) и третичную (высокоспециализированную) медицинскую помощь[24]
  - Порядок размещения и расчёт количества бригад скорой медицинской помощи[25]
- 13 октября 2011 года вышел Приказ МОЗ «Об утверждении индикаторов качества медицинской помощи» (отменён 17 ноября 2011 года)[26]
- 25 октября 2011 года вышел Приказ МОЗ «Об отмене некоторых приказов Министерства здравоохранения Украины» (в том числе Приказа МОЗ № 304 от 25.05.2011 «Об утверждении Временных методических рекомендаций определения объёмов финансирования учреждений здравоохранения по видам оказания медицинской помощи в пилотных регионах»)[27]
- 31 октября 2011 года вышел Приказ МОЗ «Об утверждении положений об учреждениях здравоохранения, входящих в состав госпитальных округов и их структурных подразделений» (отменён 14 февраля 2012 года)[28]
- 1 ноября 2011 года началась регистрация ЦПМСП после принятия соответствующих решений (к примеру, текст решения Мариупольского городского совета) городскими и районными местными советами
- 14 ноября 2011 года принято Постановление Кабинета Министров Украины «Об утверждении граничной численности работников территориальных органов центральных органов исполнительной власти» (предусматривает сокращение в 2012 году более 24 000 работников СЭС)[29]
- 16 ноября 2011 года принято Распоряжение Кабинета Министров Украины «Некоторые вопросы управления высшими учебными заведениями» (передаёт с 1 января 2012 года 15 высших медицинских учебных заведений из сферы МОЗ в сферу Минобразования) (норма отменена)[30]
- 30 декабря 2011 года вышел Приказ МОЗ «Об утверждении Примерных положений об учреждениях здравоохранения»[8]
- 1 января 2012 года начали работу ЦПМСП и амбулатории в пилотных регионах: Винницкой, Днепропетровской, Донецкой областях и городе Киеве
- 30 января 2012 года принято Распоряжение Кабинета Министров Украины «О передаче в 2012 году некоторых бюджетных назначений Министерству аграрной политики и продовольствия и Министерству здравоохранения и внесении изменений в дополнения 1-3 в Распоряжение Кабинета Министров Украины от 16 ноября 2011 г. № 1191» (возвращал медицинские ВУЗы к МОЗ)[31]
- 14 февраля 2012 года вышел Приказ МОЗ «Об отмене приказа Министерства здравоохранения Украины от 31.10.2011 № 732» (О положениях об учреждениях здравоохранения в составе госпитального округа)[32]
- 21 сентября 2012 года вышел Приказ МОЗ «О ликвидации бюджетных учреждений и организаций, принадлежащих к сфере управления Министерства здравоохранения Украины» (о закрытии СЭС в городах и районах Украины)[33]
- 24 сентября 2012 года опубликован проект Закона Украины «Об особенностях деятельности учреждений здравоохранения»[9]

## Результаты реформы
С начала реформы (с 1 января 2012 по 1 января 2014) только в Донецкой области упразднено как минимум 23 лечебных учреждений:
1. Авдеевский противотуберкулёзный диспансер[36]
2. Артёмовская городская больница № 6 пгт Луганское
3. Артёмовская городская наркологическая амбулатория[37]
4. Дебальцевская городская поликлиника пгт Мироновский
5. Дзержинская наркологическая амбулатория[38]
6. Добропольская городская больница г. Белицкое[39]
7. Добропольская городская больница г. Белозёрское[39]
8. Добропольская наркологическая амбулатория
9. Донецкая городская больница № 7
10. Донецкая городская клиническая больница № 19
11. Донецкая городская клиническая больница № 26
12. Донецкий областной кардиологический диспансер
13. Дружковский кожно-венерологический диспансер[40]
14. Краснолиманская наркологическая амбулатория
15. Мариупольская стоматологическая поликлиника № 2 и № 3 (появилась № 5)
16. Селидовская детская городская больница
17. Славянская городская больница № 2[41]
18. Славянская городская больница № 3[42]
19. Славянская городская больница № 4 г. Святогорск[43]
20. Славянская наркологическая амбулатория
21. Торезская городская больница № 5
22. Харцызская городская больница № 2 г. Зугрэс[44]

Кроме того, упразднено несколько десятков отделений различных больниц, что в ряде случаев лишало функционирующее лечебное учреждение «дееспособности» и переводило фактически в разряд дневного стационара. Сокращены сотни единиц коечного фонда.